# Lac Normand
Lac Normand är en sjö i Kanada.   Den ligger i regionen Mauricie och provinsen Québec, i den sydöstra delen av landet, 260 km nordost om huvudstaden Ottawa. Lac Normand ligger 394 meter över havet. Arean är 9,3 kvadratkilometer. Den sträcker sig 3,4 kilometer i nord-sydlig riktning, och 4,5 kilometer i öst-västlig riktning.
I omgivningarna runt Lac Normand växer i huvudsak blandskog. Trakten runt Lac Normand är nära nog obefolkad, med mindre än två invånare per kvadratkilometer.